# Escuela primaria de Springfield
La escuela primaria de Springfield es un colegio ficticio que aparece en la serie de dibujos animados Los Simpson, creada por Matt Groening. Es la escuela a la cual asisten Bart Simpson, Lisa Simpson, Milhouse Van Houten, Martin Prince, Nelson Muntz y Ralph Wiggum, entre otros.

## Información general
La escuela primaria de Springfield se caracteriza por la mala calidad de la enseñanza impartida por los profesores, que por lo general, asisten desanimados a clase y no se preocupan de si los alumnos están aprendiendo. Con frecuencia envían a los alumnos que se comportan mal al despacho del director Skinner para que este les imparta algún castigo. En el episodio Lisa Gets an "A" el Superintendente Chalmers menciona que la escuela era la más derruida de Misuri y que por eso la habían desarmado ladrillo a ladrillo y trasladado a Springfield. Durante ese mismo episodio se ve que la escuela tiene varias ventanas rotas, no tiene salón de computadoras, y en el patio casi no hay juegos y los pocos que hay son peligrosos. En otro episodio se señala que la escuela está forrada en asbesto, un compuesto químico altamente tóxico. Uno de los principales problemas de la escuela es que no recibe subsidios debido a las bajas calificaciones de los alumnos, aunque en un especial de Halloween, esto se contradice con Edna antes de un examen diciéndole a los alumnos que no se esforzaran mucho, puesto que cuanto más bajas sean las calificaciones, más subsidio iban a recibir del estado.

## Autoridades de la escuela

### Autoridades superiores

#### Seymour Skinner
Seymour Skinner es el director de la escuela. Es el estereotipo de estudioso que sigue las reglas para todo en la vida. Generalmente se le ve luchando contra la falta de disciplina de los alumnos, y su némesis es Bart Simpson puesto que es con el que más ha tenido que lidiar. En varias oportunidades ha intentado mejorar la imagen de la escuela utilizando las buenas calificaciones o buena memoria de Lisa Simpson. Su ocupación en verano es la de pintar casas. Vive con su madre y hasta ahora, la única música que parece gustarle es la Quinta Sinfonía de Ludwig van Beethoven. 

#### Superintendente Chalmers
El Superintendente Gary Chalmers (llamado en Hispanoamérica Inspector loco o Inspector Archundia, en algunos episodios) trabaja supervisando la Escuela Primaria de Springfield. La voz original es de Hank Azaria, en Hispanoamérica fue doblado por Federico Romano (desde la cuarta temporada hasta la decimoquinta); luego fue reemplazado por Miguel Ángel Botello, y en España por Fernando Hernández y más tarde por Roberto Cuenca. Su primera aparición fue en el episodio Whacking Day.
Chalmers es oriundo de Utica, al norte de Nueva York. Su trabajo es el de supervisar la escuela de Springfield haciendo cuantiosas inspecciones a lo largo del curso. Es quien le pone calificación a la escuela para ver si recibiría subsidios o no. Siempre que ocurre algo imprevisto en la escuela grita "Skkiiinner". Es muy intolerante y exigente con el director Skinner, produciéndole mucha ansiedad y nerviosismo, incluso en algunos capítulos como Sweet Seymour Skinner's Baadasssss Song o Grade School Confidential lo despide, pero al final del episodio es restituido a su cargo, sin embargo, tiene tan mala imagen de la primaria que, cuando le avisan de algún incidente en una escuela en su jurisdicción, él ya sabe de antemano que es en la primaria de Springfield. En el episodio Future-Drama se encuentra en estado vegetal postrado en una máquina debido a una droga llamada "stim" y la única palabra que repite es "Skinner".  
Además nombró a Ned Flanders como director de la escuela, pero debido a que fomentaba la religión fue expulsado. Y también promovió al director Holloway ("Gutiérrez" en Hispanoamérica) a asistente adjunto. Pero el asistente real que perdura a través de la serie es Leopold, de apariencia militar.  
En varios capítulos, como Bart the Fink fue visto en una cita amorosa con Agnes Skinner.

#### Contralor estatal Atkins
Apareció pocas veces en la serie. Es el superior de Chalmers. En Lisa Gets an "A" fue el encargado de entregar el cheque del subsidio estatal que recibió la escuela luego de la alta calificación de Lisa Simpson en un examen.

### Profesores

#### Edna Krabappel
Edna fue la profesora de cuarto grado de Bart Simpson, Milhouse Van Houten, Nelson Muntz y Martin Prince, entre otros.Estuvo casada antes de dar clases en la Escuela Primaria de Springfield (aunque su esposo nunca fue mostrado en la serie ni se sabe nada de él, solo que estuvo casado con Edna).Se caracteriza por su desgano para enseñar. Durante varias temporadas es la novia de Seymour Skinner, aunque fuera del ámbito escolar ha sido catalogada varias veces como "zorra", o promiscua (en un episodio, se menciona que casi todos los hombres de la ciudad han salido con ella). Tuvo una relación temporal con Ned Flanders, con quien terminó casándose en la temporada 22. El personaje desapareció de la serie tras la temporada 25, luego de la muerte de su actriz Marcia Wallace.

#### Elizabeth Hoover
Elizabeth Hoover (anteriormente en Hispanoamérica Maestra Stricter) es la profesora de segundo grado de Lisa Simpson y Ralph Wiggum, entre otros. La voz original en inglés es de Maggie Roswell, aunque también fue doblada por Marcia Mitzman Gaven durante el período de la disputa de salario de Maggie Roswell. En España es doblada por Laura Palacios y en Hispanoamérica por Guadalupe Noel. Su primera aparición es en Bart, el general y Brush With Greatness, donde es únicamente mencionada, y El sustituto de Lisa, donde realiza su primera aparición completa. Su nombre se debe a una de las profesoras de primaria de Matt Groening, creador de la serie.
En el episodio El sustituto de Lisa tuvo una enfermedad psicosomática (en un principio pensó que era la enfermedad de Lyme) por la cual tuvo que ser sustituida por el profesor Bergstrom. Al comienzo de la serie su cabello era azul, luego pasó a ser rojo, y por último castaño. 
Tiene una actitud muy tranquila, no suele enojarse por nada y al igual que Edna Krabappel, tiene desgano para enseñar. Durante una protesta escolar le robaron su libro guía de clase y se demuestra que no posee mucho conocimiento, ya que depende por completo del libro.
En el episodio Bart vs. Lisa vs. The Third Grade se menciona que tiene problemas con el alcohol.

#### Dewey Largo
Dewey Largo es el profesor de música de Lisa Simpson, Milhouse Van Houten, Sherry y Terry, entre otros. Se lo ha calificado como poco creativo, puesto que criticó la creatividad musical de Lisa con el Sax. Aparece muy esporádicamente en la serie. En Homer's Paternity Coot cuando descubren un cartero congelado, una de las cartas que aparecen dice que lo habían aceptado en The Juilliard School pero como la carta nunca llegó terminó trabajando en la escuela de Springfield. Se sabe que es homosexual, aunque esto es mencionado pocas veces.

#### Brunella Pommelhorst
Brunella Pommelhorst es la profesora de gimnasia de las niñas. Apareció por primera vez en Lisa on Ice. Tiene un aspecto atlético muy parecido a Rainier Wolfcastle. En el episodio My Fair Laddy se fue temporalmente para someterse a un cambio de sexo.

#### Audrey McConnell
Apareció por primera vez en Bart vs. Lisa vs. The Third Grade, en ese episodio es la profesora de tercer grado al cual fue ascendida Lisa por su gran inteligencia y buenas notas y al cual fue descendido Bart por sus malas calificaciones.

#### Entrenador Krupt
Krupt es otro profesor de gimnasia, el cual apareció en My Fair Laddy. Está obsesionado con un juego que consiste en lanzar balones con fuerza a otras personas (el bombardeo), en este caso alumnos, aunque también lo hace con bollos de pan en un restaurante. Finalmente Bart decide vengarse arrojándole un balón lleno de agua congelada, pero no le atina. Reemplazó a Brunella Pommelhorst mientras ella se hacía una operación de cambio de sexo.

#### Sra. Cummerdale
Profesora de gimnasia.

#### Entrenador Fortner
Otro profesor de gimnasia.

#### Sra. Holmes-Indigo
Profesora de ciencias.

#### Sr. Kupferberg
Un profesor de francés que no sabe nada de ese idioma. Lisa dice "J'accuse, Monsieur Kupferberg!" y el profesor contesta "¿De qué está hablando?".

#### Sr. Glasscock
Un exprofesor que abandona la escuela luego de que todos los libros guía de los profesores fueran robados.

#### Sr. Bergstrom
Aparece por única vez en el episodio Lisa's Substitute, como el reemplazante de la profesora Hoover mientras está ausente por una afección psicosomática (el mal de Lyme). Fue el profesor preferido de Lisa, aparece como muy sabio y comprensivo, divertido y didáctico para enseñar. Sin embargo, Homer y Bart se burlan de él cuando Lisa cuenta que al terminar de leer un libro en clase, rompe en llanto, y Lisa cree que Homer está destruyendo su relación con el maestro Bergstrom al comportarse como un estúpido en un paseo por el museo en el que se encuentran los tres. Cuando la señorita Hoover regresa y explica que realmente no tiene el mal de Lyme, Lisa huye y alcanza al maestro en la estación de trenes, que parte para ir a Washington como sustituto. Al despedirse, él le deja una nota en la que dice "You are Lisa Simpson" (Tú eres Lisa Simpson). Dustin Hoffman prestó su voz a este personaje.

#### Dr. J. Loren Pryor
Psiquiatra de la escuela, fue engañado por Bart Simpson en Bart the Genius poniendo su nombre en un examen que pertenecía a Martin Prince. Entonces el Dr. Pryor recomendó, luego de un examen psicológico, que Bart fuera a una escuela para superdotados. Sin embargo, al notar que la vida de un genio no es sencilla, y luego de mezclar ácidos y bases en el laboratorio y causar una explosión que lo tiñe de verde, Bart confiesa en una carta que dice "Confession, by Bart Simpson", y Pryor le señala que "Confesión es con "S"" (en español). Aparece también en Separate Vocations como el que dio los resultados de los cuestionarios.

## Empleados de la Escuela

### Willie
Willie es el conserje de la escuela, de origen escocés. Se caracteriza por su gran fuerza física. Vive en una cabaña en la parte posterior de la escuela (en esto guarda cierta relación con el guardabosque de la saga de Harry Potter, Rubeus Hagrid). En un episodio en el que Bart hace amistad con un niño musulmán llamado Bashir, ambos se burlan de Willie al llamarlo "El jardinero estúpido", él señala que tiene otros defectos de los cuales pueden reírse: que es ebrio, que no sabe leer ni escribir, que cree que las películas son reales, etcétera. También en cierta ocasión, cuando Bart destruye la cabaña de Willie y este se muda temporalmente con ellos, la familia ve la clase de vida rústica a la que está acostumbrado. Lisa y Bart hacen una apuesta. Lisa dice que puede convertirlo en un caballero, y finalmente lo logra, pero al darse cuenta de que servía mejor como conserje, regresa a como era antes, y descubre que Lisa ha reconstruido su cabaña, y que le ha puesto un cuadro que dice "Home, sweet home" (Hogar, dulce hogar). Pero luego Willie lo arranca y lo rompe diciendo: "Me gusta como estaba antes!". Tiene además graves problemas con el manejo de la ira. En un episodio en el que Milhouse Van Houten se muda ala Ciudad Capital, Bart se vuelve el mejor amigo de Lisa. Mientras ellos están en el columpio de la escuela la profesora Krabappel, el director Skinner y el mismo Willie los observan. Entonces, Edna dice: "Tal vez ella influya en él", a lo que Seymur contesta: "O tal vez él la corrompa", y Willie, colérico, exclama: "No durará, los hermanos y hermanas son enemigos naturales. Como galeses y escoceses, o japoneses y escoceses, o escoceses y otros escoceses. ¡Malditos escoceses, arruinaron a Escocia!". Entonces Seymur, al oír sus exclamaciones, dice: "Los escoceses son muy conflictivos", y allí, Willie se postra ante su escritorio y le grita: "¡¡¡Se ganó un enemigo de por vida!!!".       

### Otto Mann
Otto es el conductor del autobús que lleva a los niños a la escuela. Se caracteriza por escuchar heavy metal, y tiene unos auriculares permanentemente puestos. Lleva una vida al estilo Hippie, y además tiene claras conductas yonquis. En un episodio, cuando solicita el puesto de guardia de seguridad de la "Prisión Burns", se le hace una prueba de orina, y, al darse cuenta de que se iba notar su adicción, cambia el nombre de su frasco por el de Homer Simpson. En el análisis, se revelan los terribles resultados, y se acusa a Homer de ingerir todas esas drogas (las cuales son muy variadas y de extraña naturaleza), y se le niega el puesto. Sin embargo, no se sabe si Otto consiguió el puesto de guardia. Y en otro episodio estuvo a punto de casarse con una joven llamada Becky, pero Marge, al decirle que debe elegir entre ella y el Heavy Metal, Otto escapa dejando a su novia en el altar, lo cual genera un fuerte deseo asesino hacia Marge por parte de Becky.

### Doris
Doris es la cocinera de la escuela y además la "doctora" que da los primeros auxilios en la enfermería, puesto que de esta forma recibe "dos cheques". Su voz original era realizada por Doris Grau hasta su fallecimiento. También se ve que los materiales con los que cocina son de segunda calidad, incluso en una oportunidad dice "Estas colchonetas tienen muy poca carne" mientras muele una. Los frijoles que cocina datan de la Segunda Guerra Mundial, y cuando el plato principal del Día de San Valentín es corazón, el conductor el camión le pregunta dónde debe dejarlos, y ella le contesta que en el piso. El hombre le señala que el suelo se ve un poco desaseado, pero ella le replica: "Usted cumpla con su trabajo y ya!", y los corazones se depositan en el piso, incluso, si se presta atención, se puede oír aún el latido de uno de ellos.

### Sra. Myra
Secretaria de Skinner en un episodio. Espera pacientemente a que su pareja se divorcie, y tiene una relación de amistad con Bart Simpson, originada en la costumbre de verlo en la oficina de Skinner.

### Sra. Phipps
Enfermera de la escuela.

### Seamus
Otro conserje, de origen Irlandés. Apareció en pocos episodios. Es el enemigo de Willie, se suelen pelear a golpes.